# Frankie Dunlop
Frankie Dunlop (6. prosince 1928, Buffalo – 7. července 2014, Englewood) byl americký jazzový bubeník.

## Životopis
Pocházel z hudební rodiny a prvním nástrojem, na který se začal učit, byla v jeho devíti letech kytara; o rok později pak přešel k bicím. Profesionální kariéru zahájil ve druhé polovině čtyřicátých let, ale později ji musel kvůli nástupu do armády (sloužil v Korejské válce) ukončit. Později se k hudbě vrátil a spolupracoval s mnoha hudebníky, mezi které patří například Charles Mingus, Sonny Rollins, Randy Weston, Thelonious Monk nebo Richard Davis. V roce 1984 ukončil hudební kariéru. Jeho bratrem byl jazzový klavírista Boyd Lee Dunlop.

## Dílo
- Live in Japan 1963 [zvukový záznam] – Thelonious Monk, Frankie Dunlop, Charlie Rouse, Butch Warren